# أنكود (مدينة)
أنكود (بالإسبانية: Ancud) هي بلدية تقع في تشيلي في جزيرة شيلوي. يقدر عدد سكانها بـ 40,819 نسمة ومساحتها 1,252.4 كم2 وترتفع عن سطح البحر 0 متر.

## المناخ
يظهر الجدول التالي التغييرات المناخية على مدار السنة لأنكود:
| البيانات المناخية لـأنكود                | البيانات المناخية لـأنكود | البيانات المناخية لـأنكود | البيانات المناخية لـأنكود | البيانات المناخية لـأنكود | البيانات المناخية لـأنكود | البيانات المناخية لـأنكود | البيانات المناخية لـأنكود | البيانات المناخية لـأنكود | البيانات المناخية لـأنكود | البيانات المناخية لـأنكود | البيانات المناخية لـأنكود | البيانات المناخية لـأنكود | البيانات المناخية لـأنكود |
| الشهر                                    | يناير                     | فبراير                    | مارس                      | أبريل                     | مايو                      | يونيو                     | يوليو                     | أغسطس                     | سبتمبر                    | أكتوبر                    | نوفمبر                    | ديسمبر                    | المعدل السنوي             |
| ---------------------------------------- | ------------------------- | ------------------------- | ------------------------- | ------------------------- | ------------------------- | ------------------------- | ------------------------- | ------------------------- | ------------------------- | ------------------------- | ------------------------- | ------------------------- | ------------------------- |
| الدرجة القصوى °م (°ف)                    | 32.7 (90.9)               | 28.2 (82.8)               | 31.0 (87.8)               | 24.7 (76.5)               | 17.8 (64.0)               | 29.0 (84.2)               | 20.0 (68.0)               | 17.2 (63.0)               | 22.1 (71.8)               | 23.6 (74.5)               | 25.2 (77.4)               | 30.0 (86.0)               | 32.7 (90.9)               |
| متوسط درجة الحرارة الكبرى °م (°ف)        | 17.8 (64.0)               | 17.8 (64.0)               | 16.5 (61.7)               | 13.8 (56.8)               | 11.6 (52.9)               | 9.8 (49.6)                | 9.4 (48.9)                | 10.0 (50.0)               | 11.3 (52.3)               | 13.0 (55.4)               | 14.8 (58.6)               | 16.5 (61.7)               | 13.5 (56.3)               |
| المتوسط اليومي °م (°ف)                   | 15.0 (59.0)               | 14.8 (58.6)               | 13.6 (56.5)               | 11.4 (52.5)               | 9.7 (49.5)                | 7.9 (46.2)                | 7.5 (45.5)                | 8.0 (46.4)                | 9.1 (48.4)                | 10.6 (51.1)               | 12.3 (54.1)               | 13.9 (57.0)               | 11.1 (52.0)               |
| متوسط درجة الحرارة الصغرى °م (°ف)        | 10.9 (51.6)               | 10.3 (50.5)               | 9.6 (49.3)                | 8.2 (46.8)                | 7.2 (45.0)                | 5.6 (42.1)                | 5.2 (41.4)                | 5.4 (41.7)                | 6.1 (43.0)                | 7.0 (44.6)                | 8.6 (47.5)                | 10.0 (50.0)               | 7.8 (46.0)                |
| أدنى درجة حرارة °م (°ف)                  | 1.6 (34.9)                | 0.9 (33.6)                | 0.9 (33.6)                | 0.0 (32.0)                | 0.0 (32.0)                | −3.0 (26.6)               | −2.8 (27.0)               | −2.2 (28.0)               | −2.0 (28.4)               | 0.2 (32.4)                | 1.8 (35.2)                | 0.0 (32.0)                | −3.0 (26.6)               |
| الهطول مم (إنش)                          | 124.6 (4.91)              | 107.4 (4.23)              | 129.6 (5.10)              | 195.4 (7.69)              | 354.2 (13.94)             | 361.4 (14.23)             | 326.6 (12.86)             | 271.4 (10.69)             | 221.3 (8.71)              | 172.3 (6.78)              | 146.9 (5.78)              | 128.5 (5.06)              | 2٬539٫6 (99.98)           |
| متوسط أيام هطول الأمطار                  | 14                        | 11                        | 13                        | 16                        | 20                        | 21                        | 20                        | 20                        | 19                        | 16                        | 16                        | 14                        | 200                       |
| متوسط الرطوبة النسبية (%)                | 74                        | 76                        | 79                        | 84                        | 88                        | 88                        | 87                        | 85                        | 82                        | 78                        | 76                        | 75                        | 81                        |
| المصدر: Dirección Meteorológica de Chile |                           |                           |                           |                           |                           |                           |                           |                           |                           |                           |                           |                           |                           |

## معرض صور

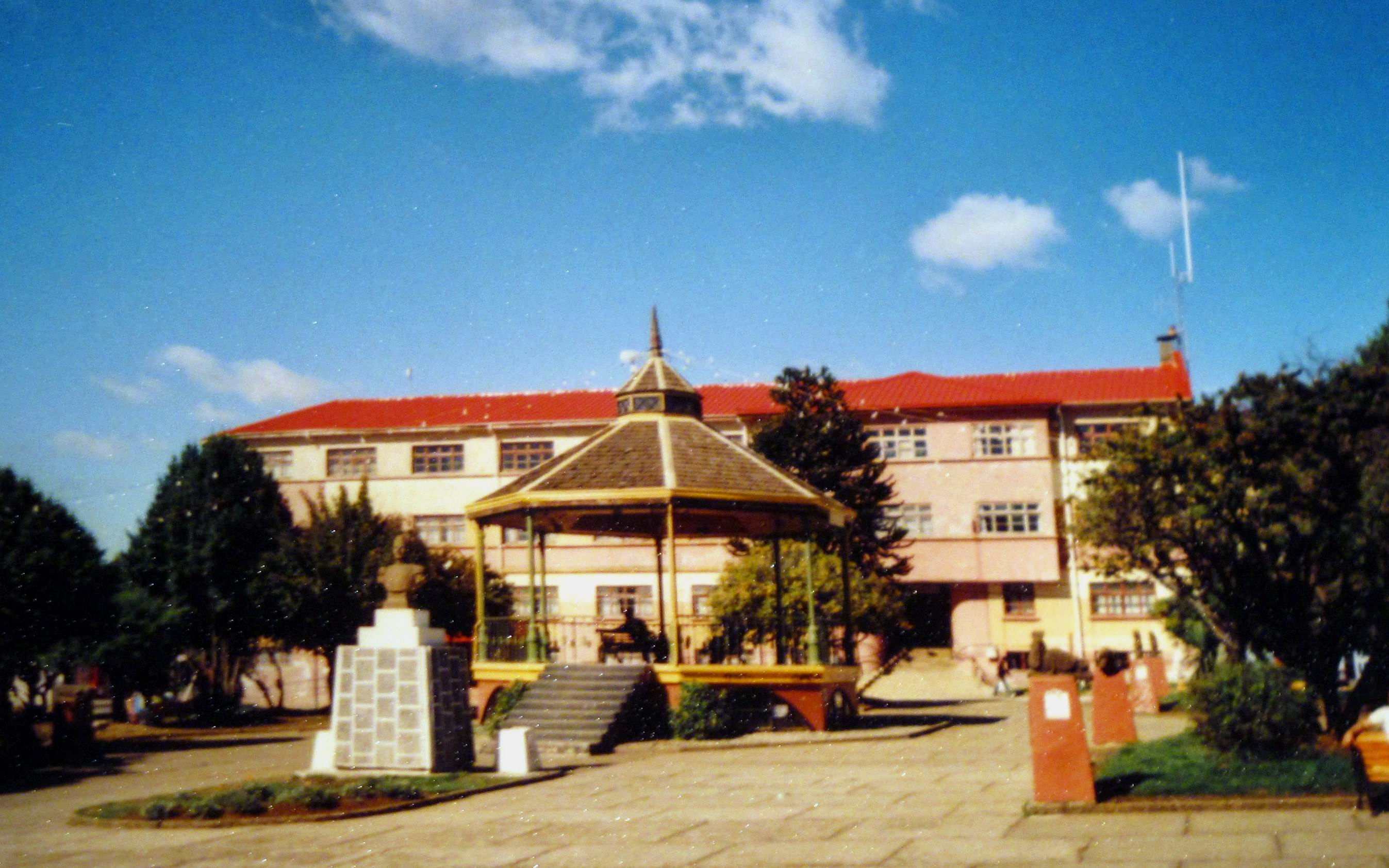
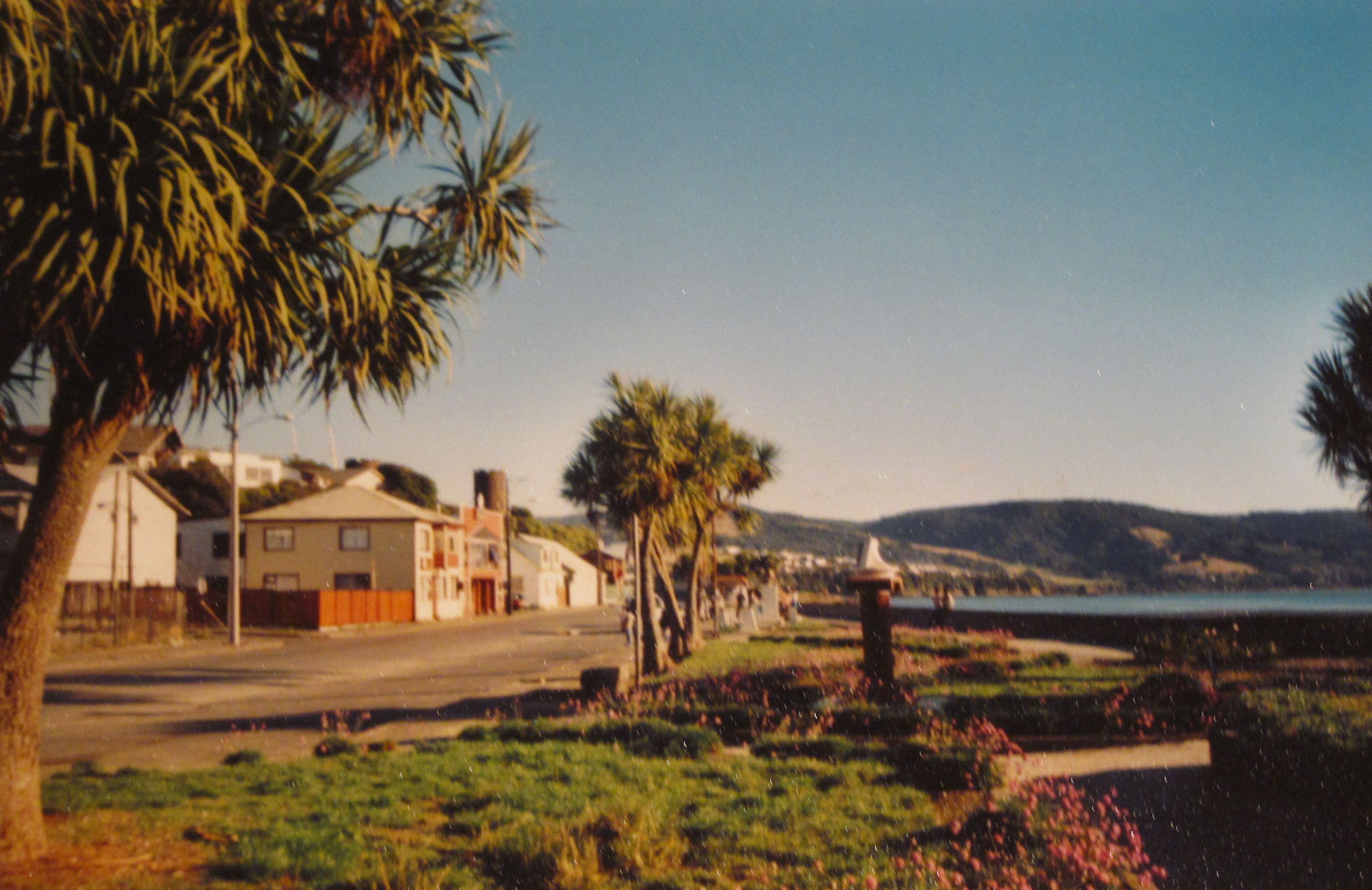
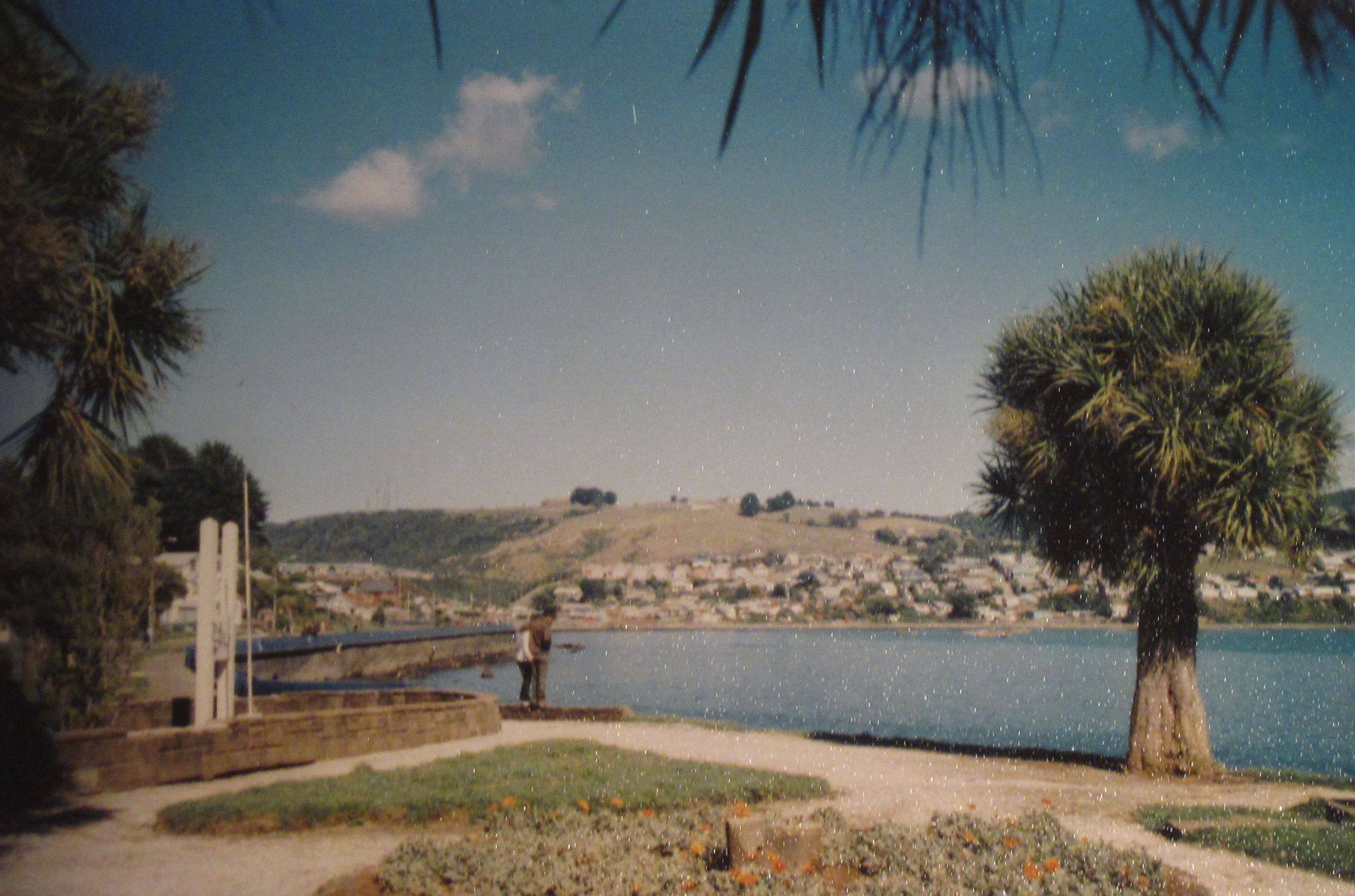
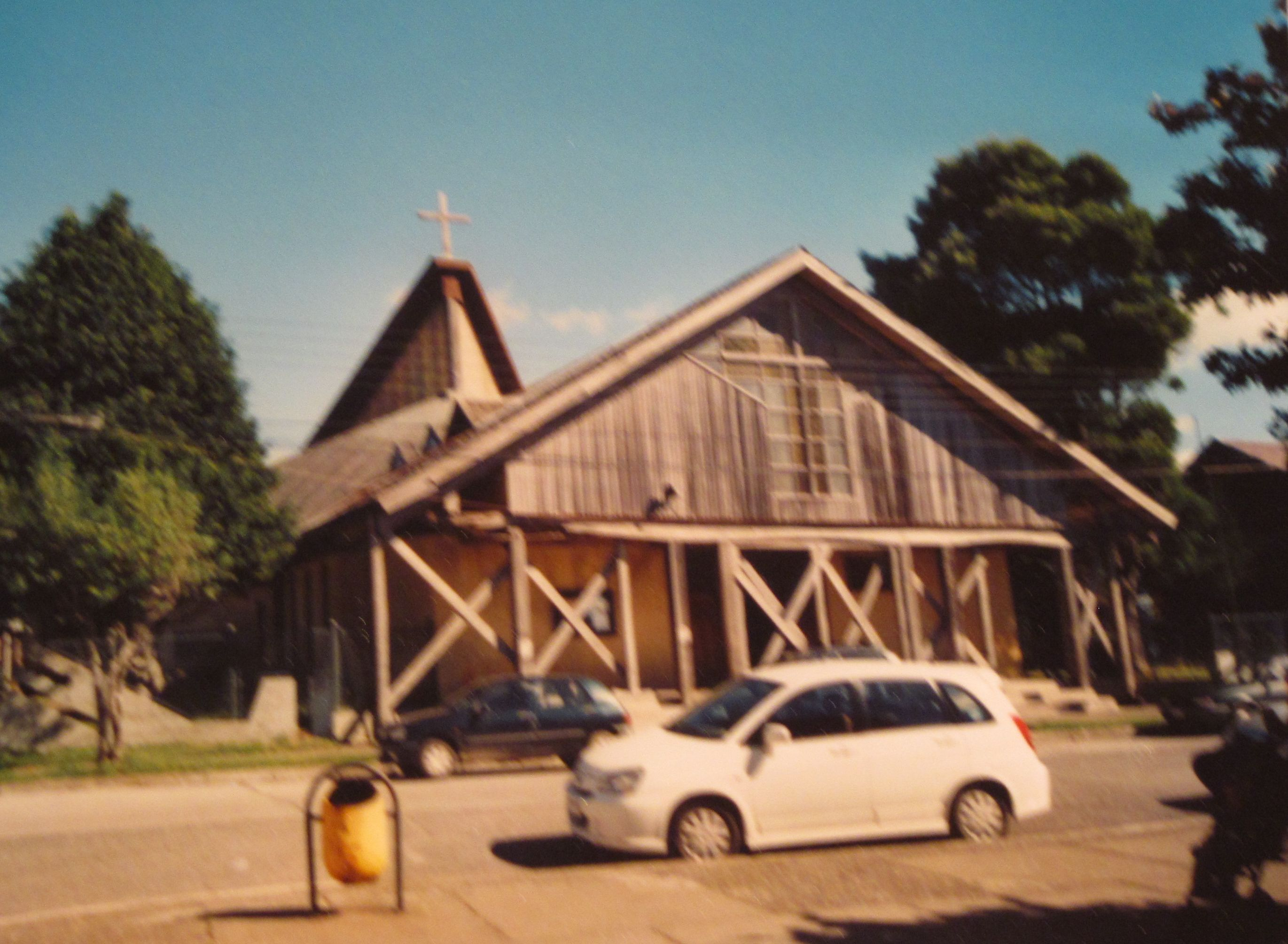
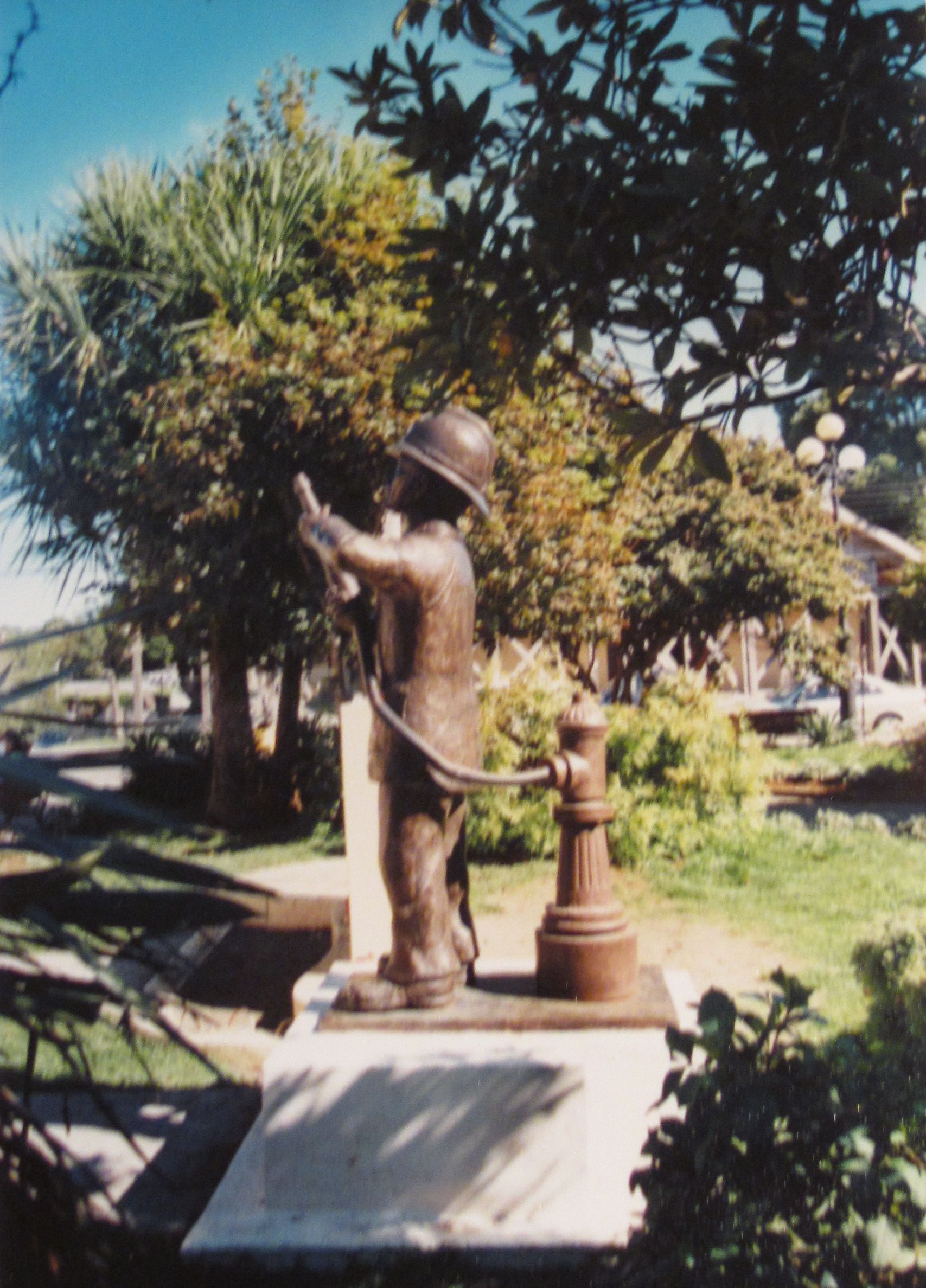
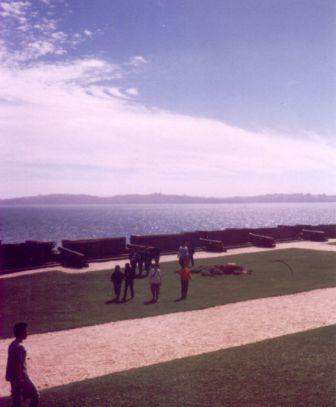

## أعلام
- سيباستيان سواريز
- مانويل أنطونيو كارو